# Ophiopeza kingi
Ophiopeza kingi är en ormstjärneart som beskrevs av Devaney 1974. Ophiopeza kingi ingår i släktet Ophiopeza och familjen Ophiodermatidae. Inga underarter finns listade i Catalogue of Life.